# Rita Abrams
Rita Abrams (Cleveland, 30 augustus 1943) is een Amerikaanse artieste, songwriter en schrijfster. Haar song Mill Valley, opgenomen met kinderen van de school waar ze onderwees, werd uitgebracht in 1970 onder de naam Miss Abrams and the Strawberry Point Third Grade Class. De song werd een Billboard Hot 100-hit en werd genomineerd voor een Grammy Award. In 1980 won ze een Emmy Award voor de muziek van I Want It All Now, een NBC-documentaire over het leven in Marin County, Californië.

## Biografie
Rita Abrams bezocht de Cleveland Heights High School en studeerde klassieke piano en muziektheorie aan het Cleveland Institute of Music. Ze bezocht het college in Cincinnati en het Simmons College in Boston en voltooide haar studie met een Bachelor of Arts in Engelse literatuur van de University of Michigan. De Boston University verleende haar een beurs voor een Masters Program in Special Education, waarna ze twee jaar onderwees in Boston. Daar begon ze ook verzen en songteksten te schrijven en zong ze met de Three Faces of Eve, een meiden-rock-'n-roll-band.
In 1968 verhuisde ze naar Californië en verzekerde ze zich van een baan als onderwijzeres aan de Strawberry Point Elementary School in Mill Valley. Met kerstmis 1969 schreef ze een song over de stad van haar kleuterschool om te zingen. Deze werd gehoord door de platenproducent Erik Jacobson, die Abrams met de kinderen van de derde klas opnam en deze meenam naar Warner Bros. Records, waar het management opstond en een staande ovatie gaf. De plaat werd uitgebracht in juni 1979 bij Reprise Records en plaatste zich in de Billboard Hot 100 op positie 90. Wervende foto's van de zangers werden genomen door Annie Leibovitz en Abrams verscheen bij verschillende tv-shows en in nationale tijdschriften. Een optreden voor de Mill Valley Fourth of July-viering werd gefilmd door Francis Ford Coppola. De opvolgende single Buildin' a Heaven on Earth werd geschreven door de singer-songwriter Norman Greenbaum.
Volgend op het succes van Mill Valley, namen Abrams, Jacobson en de kinderen een album op en brachten dit uit als Miss Abrams and the Strawberry Point 4th Grade Class.
Daarna stopte Abrams met onderwijzen om een muziek- en songwritercarrière na te streven, met vervolgens kinderplaten en nieuwe songs, veel in samenwerking met Dr. Elmo (Elmo Shropshire), reclamespots en wenskaarten. Ze won in 1980 een nationale Emmy Award voor het schrijven van de muziek voor I Want It All Now, een documentaire over het leven in Marin County en in 1992 een plaatselijke Emmy Award voor Classic Stories for Children. In 1981 publiceerde ze het boek At Your Age You're Having a What? The Advantages of Middle-Aged Motherhood. Ze schreef ook een Las Vegas-musicalrevue, gebaseerd op John Gray's boek Men Are From Mars, Women Are From Venus, en de show For Whom The Bridge Tolls over het leven in Marin County. 

## Privéleven
Ze bleef een inwoner van Mill Valley tot ten minste 2014, toen bekend werd dat ze uit de regio zou verhuizen.

## Discografie

### Singles
- 1970: Mill Valley / Happiest Day of My Life (Reprise Records)
- 1970: Buildin' A Heaven on Earth / This Time of Life (Reprise Records)
- 1971: Wonder / Floating Away (A&M Records)
- 1972: Green Grass / Sweet Summertime (Reprise Records)
- 1972: I Never Asked / Wonder (Reprise Records)
- 1975: America (Let's Get Started Again) / Running in the Green Grass (Reprise Records)

### Albums
- 1972: Miss Abrams and the Strawberry Point 4th Grade Class (Reprise Records)

- International Standard Name Identifier: 0000 0000 3473 5751
- Library of Congress Control Number: n83056089
- Nationale Bibliotheek van Israël: 987007371388305171
- SNAC: w6qn7kz4
- Virtual International Authority File: 6305751
- WorldCat: E39PBJmtyXyxVf9PWr48vHKcfq